# 岐阜県立可児高等学校
岐阜県立可児高等学校（ぎふけんりつ かにこうとうがっこう）は、岐阜県可児市坂戸にある県立高等学校。通称は、同市内にある可児工業高等学校との混同を避けるため、「可児高」（かにたか）と呼ばれている。

## 概要
1980年（昭和55年）に創立し、全日制で普通科設置。「自ら学ぶ」「自ら治む」「自ら鍛う」の精神を育て、「清新はつらつ」とする校風を目標としている。

## 部活動

### 主な実績
バドミントン部・ウエイトリフティング部・アーチェリー部・陸上競技部・弓道部がインターハイに出場した。
囲碁・将棋部は将棋の男子団体で全国高等学校総合文化祭に出場した。

### 運動系部活動
- 硬式野球部
- ホッケー部
- テニス部
- 陸上部
- ソフトボール部
- サッカー部
- ハンドボール部
- バスケットボール部
- バレーボール部
- 剣道部
- 卓球部
- バドミントン部
- 弓道部
- ウエイトリフティング部
- アーチェリー部

### 文化系部活動
- 科学部
- 吹奏楽部
- ESS文芸部
- 茶道部
- 美術部
- 書道部
- 囲碁・将棋部

## 著名な卒業生
- 天池正登（エンジニア）
- 田中研之輔（法政大学教授）
- 加藤拓也（ブルーインパルスパイロット）

## アクセス
鉄道駅からかなり離れており、バスもほとんどないため自転車で通学する生徒が多い。2012年（平成24年）11月1日より、東鉄バスのJR太多線可児駅を経由する路線が登校日に限り1往復だけ可児高校まで乗り入れている。